# Les Billaux
Les Billaux är en kommun i departementet Gironde i regionen Nouvelle-Aquitaine i sydvästra Frankrike. Kommunen ligger i kantonen Libourne som tillhör arrondissementet Libourne. År 2022 hade Les Billaux 1 163 invånare.

## Befolkningsutveckling
Antalet invånare i kommunen Les Billaux
Referens:INSEE